# 五戒
五戒（英語：Five precepts）
，佛教術語，為五種基本戒（尸羅），即不殺生、不偷盜、不邪淫、不妄語、不飲酒。五戒本是印度沙門傳統中普遍接受的道德信念和行為標準，佛陀沿用并發展了其中的内涵，以此教導弟子，作為佛教修行者的最根本戒律。佛教僧侶為奉行清淨的梵行，其戒律要求修行者遠離任何形式的性行為，規定出家眾應堅守獨身；佛教鼓勵在家眾男女居士遵守五戒、奉行十善業道。

## 出處
五戒是佛教徒的基本修行內容，源自於古印度社會中普遍被接受的道德信條和沙門修行規範，廣泛見於《阿含經》等之中，例如《雜阿含經·八四五經》：
|  | 一時，佛住舍衛國祇樹給孤獨園。爾時，世尊告諸比丘：若比丘，於五恐怖怨對休息，三事決定，不生疑惑，如實知見賢聖正道，彼聖弟子能自記說：「地獄、畜生、餓鬼惡趣已盡，得須陀洹，不墮惡趣法，決定正向三菩提，七有天人往生，究竟苦邊。」 何等為五恐怖怨對休息？若殺生因緣罪怨對恐怖生；若離殺生者，彼殺生罪怨對因緣生恐怖休息。若偷盜、邪婬、妄語、飲酒罪怨對因緣生恐怖；彼若離偷盜、邪婬、妄語、飲酒罪怨對者，因緣恐怖休息，是名罪怨對因緣生五恐怖休息。 |

一般而言，五戒中不殺生、不偷盜、不妄語、不飲酒的具體規定，和不邪淫的對行淫行為確定，可參照律藏比丘戒；不邪淫的不可行淫對象指定，遵照經藏中的有關契經，其具體釋義可參照律藏比丘戒中「媒嫁學處」間接記述的，古印度社會關於女子守護、攝受和婚姻的宗法。

## 綜述
漢傳佛教《三藏》中記載有五部《廣律》，未嘗禁止在家眾研讀上座部佛教《巴利律藏》，五戒具體內容作為尸羅廣見於諸經論，下面以經論釋義為主並援引僧伽跋陀羅翻譯的此南傳律藏之注釋《善見律毘婆沙》，對違犯五項戒律的要素簡述如下：
- 違犯離殺生（不殺生）戒要具足四個條件：
  - 明知對象是人類[8]，以及畜生下至昆蟲等有生命者[2]。
  - 存有殺心。
  - 致力設法去殺[9]。
  - 對象被殺死[10]。

- 違犯離不與取（不偷盜）戒要具足四個條件：
  - 明知對象是有主之物[11]。
  - 存有盜心。
  - 以各種方法取[12]。
  - 該物被取離原處[13]。

- 違犯離欲邪行（不邪淫）戒要具足四個條件：
  - 行淫的對象，對於男人，是與有守護女或他女婦等[7]，行不淨行[14]，包括二十種女人：母護女，父護女，父母護女，兄護女，姊護女，宗親護女，姓護女，法護女，（夫主）自護女，罰護女；買得婦，樂住婦，雇住婦，衣物住婦，水得婦，鐶得婦，婢取婦，執作婦，俘虜婦，暫住婦。南傳上座部佛教的註釋書中對於女人也有類似的規定[15]。
  - 清醒地受樂之淫心[16]。
  - 行淫前做種種加行[17]。
  - 以男根入於行淫道[14]，此道為女人三道或男人二道[18]。

戒律與道德信條相比注重行為的實質細節，與世俗法律相比注重行為的本質心態，諸律藏比丘戒對上述三重罪等要區分預備、中止、未遂和既遂等情況，而作不同判罰。律藏的離殺生戒中，指定殺害對象為人類，明確判定墮胎是殺生，比丘戒中的三淨肉規定和不殺生戒是不同的戒律。離不與取戒中，對各種各樣盜取行為的判定，與世俗律法息息相關，比如盜取包括了逃稅這類的犯罪，特別是盜取物價值五錢（合四百貝齒）就形成最重罪的規定，所參照的是古印度摩揭陀國的貨幣及其死刑刑法。在律藏中，行淫含攝的性行為還包括了非自願的被迫性行為，和無體液交換的安全性行為，對未至不凈行根本業道的非插入式性行為亦有判罰，其中「故弄出精」，和「摩觸女人」，在比丘戒中分別單立學處。
「邪淫」正翻為「欲邪行」，即淫欲引起的邪行，指「不適當的性行為」。在《阿含經》當中，明確了不適當的行淫對象，尤其是侵犯他人妻婦；在論書中，將契經中邪婬的各種成業獲罪之處統稱為「非境」。印度部派佛教，對「不適當」的界定涉及了特定時期的風俗習慣，而有所增補。分別論者之《舍利弗阿毘曇論》和犢子部《三法度論》增加了「非道」行淫。說一切有部中，釋義邪婬時以私通為主，受害者是女子的夫主或攝受防護者，《大毘婆沙論》對「非境」進行了分析補充，未嫁女若已許配他人則攝受者為未婚夫否則為法定順位監護人，受學禁戒女、寄客女、自貨女的攝護者是君王等人，還簡要分析了邪婬的動機根源；《法蘊論》將「非道」、「非處」、「非時」等性行為
，也納入邪淫的範圍，後期的說一切有部論書，記述了具體解釋：「非道」為非陰道，「非處」為塔廟、寺院、光亮處，「非時」為懷胎、飲兒乳、受齋戒時，並效仿誤殺界定而進行了誤與不誤的論述。此外推測為二世紀或三、四世紀集出的《正法念處經》列有多種邪淫。這些增補規定不見於源於斯里蘭卡傳承的現代上座部佛教，以及學術界認定的初期佛教時期。
大乘佛教經論中的不邪淫戒，依據時空不同、宗派及論師見解，而又有增減變化。比如針對「非時」，在《瑜伽師地論》中增列了「穢下時、有病時」，《十不善業道經》又增列了「晝日時、彼不樂欲時」。此外還延伸至後世視為非法的販賣婚與强迫婚等性暴力，還給出了夫主及旁人不知曉的通姦的獲罪理據，《瑜伽師地論》又將男性對男性或黃門的性行為，非量（一日超過五次）和非理（不依世禮）之性行為，和教唆媒合他人邪淫的行為納入其中。漢傳佛教《優婆塞五戒略論》提到了與賣淫女之性交易不犯邪淫罪，如果不付費，就犯邪淫，而大乘佛教有經論要求戒除自慰、和不得获取性服务等。《優婆塞戒經》等對邪淫也有專門闡述，一般認為，這些是大乘佛教將居士戒擴大改寫而成。
虛誑語（妄語），如說各種謊言，顛倒是非，毀謗他人；最嚴重的妄語，就是作偽證；對比丘则更有「妄說自得上人法學處」。離虛妄語，一般也要遠離十惡中的其他三種語惡業：離間語（兩舌），如搬弄是非，對某人如此說，對另一人又那般說；麁惡語（惡口），如罵人，聲色俱厲羞辱他人；對於比丘則更有與女人「說鄙惡語學處」；雜穢語（綺語），如有動機、有私心地說好話，或說無用的玩笑話。以上三項身律儀和四項語律儀合稱為聖所愛戒。
飲酒導致放逸和失念，故而制戒離飲酒。優婆塞五學處中，前四學處被歸類入性戒，而離飲酒學處被歸類入遮戒；在受持離非梵行的一晝夜八關齋戒中，有說法將五學處都列為尸羅支，也有說法将前四學處列為尸羅支，離飲酒列為不放逸支。不飲酒在現代通常也涵蓋了攝入能成癮或致幻的所有管制藥物，而是否包括非管制的成癮物，如官府與社會允許的檳榔、菸草、茶、咖啡、含咖啡因飲食品等，涉及了各地社會風俗習慣的差異。
在論書中，有說在家眾可視個人能力而受持五戒，從受持一戒直至全部受持五戒，更有加持不婬；有說在家眾必須受全部五戒，但可部份持戒；有說持戒優婆塞必須受持全部五戒。在佛教的因果論中，一個人此生受持五戒不犯，不造五逆、十惡，未來世不墮於三惡趣，再投生於人或天人，行十善而如法修行，直至最終般涅槃。此外諸經中也提到一些前提，如：不毀謗賢聖，不偽作沙門。

## 受五戒八戒文
全一卷。又作授五戒八戒文。收於大正藏第十八冊。一般於受戒之際朗誦本文。內容分為八戒文、五戒文兩部分。
五戒文，分五章：(1)發誠啟請章，(2)悔過洗罪章，(3)轉邪歸敬章，(4)說相合（令）修章，(5)迴向願海章。
五戒之項目見於第四章。
|  | 大正藏第十八冊 受五戒八戒文(一卷) 第四說相合修章 佛子諦聽：言優婆塞戒者，所謂一不殺、二不盜、三不邪行、四不妄語、五不飲酒食肉。始於今時盡未來際，於其中間不得犯。能持否？ |

## 上座部佛教五戒
根據泰國阿闍黎蘇達.法拉.布達哥斯（Somdet Phra Buddhaghosacariya）《奉持八關齋戒》（The Eight-Precept Observance）的五戒戒相：

### 不殺生戒
1. 殺因：殺的動機。
2. 殺法：用何種方式奪其性命。
3. 殺心：有殺的念頭。
4. 殺業：導致生命死亡。

【這些内容需要再核對】以上要素都成立才會違犯此戒，只要有一條要素不成立就不會違犯此戒。

### 不偷盜戒
1. 有主物。
2. 知為有主物。
3. 意欲偷盜。
4. 行偷盜。
5. 物品因此行為而被盜。

五條要素都成立才會違犯此戒，只要有一條要素不成立就不會違犯此戒。

### 不邪婬戒
1. 不應發生性關係的對象（他人的配偶、伴侶，以及他人所照顧、監護的未成年少女）[72]。
2. 意欲和上述對象中的任何人交媾。
3. 行交媾。
4. 有淫樂。

四條要素都成立才會違犯此戒，只要有一條要素不成立就不會違犯此戒。

### 不妄語戒
1. 謊言。
2. 意欲說謊。
3. 說謊。
4. 其他人領解（理解所說的謊言）。

四條要素都成立才會違犯此戒，只要有一條要素不成立就不會違犯此戒。

### 不飲酒戒
1. 酒或麻醉品。
2. 意欲飲用（諸酒或麻醉品）。
3. 受用。
4. 酒或麻醉品經喉而入。

四條要素都成立才會違犯此戒，只要有一條要素不成立就不會違犯此戒，例如依醫師指示服藥酒，不犯此戒。

## 相關
- 十戒
- 十善
- 八齋戒
- 三淨肉
- 居士戒
- 五戒 (印度哲學)
- 禁戒 (印度哲學)（英语：Yamas）